# Brock Peters
Brock Peters (Nueva York, 2 de julio de 1927 - Los Ángeles, 23 de agosto de 2005) fue un actor estadounidense, principalmente conocido por su papel de Tom Robinson en la adaptación al cine de Matar un ruiseñor.
Asimismo, encarnó al almirante Cartwright en dos películas de la saga Star Trek, a Joseph Sisko (padre de Benjamin Sisko) en Star Trek: espacio profundo nueve y a Hatcher en Cuando el destino nos alcance.